# Нойська ера
Нойська ера — період у геологічній історії Марса, з якого походять найдавніші утворення, що збереглися на поверхні планети. Це почалося з утворенням Елладського ударного басейну і продовжилося під час потужного бомбардування, яке вразило внутрішні планети Сонячної системи. Формування Елладського басейну відбулося між 4,1 і 3,8 мільярда років тому, закінчився приблизно 3,7 мільярда років тому.
У геологічній історії Землі цей період відповідає кінцю гадейської і початку архейської ери.

## Загальний опис

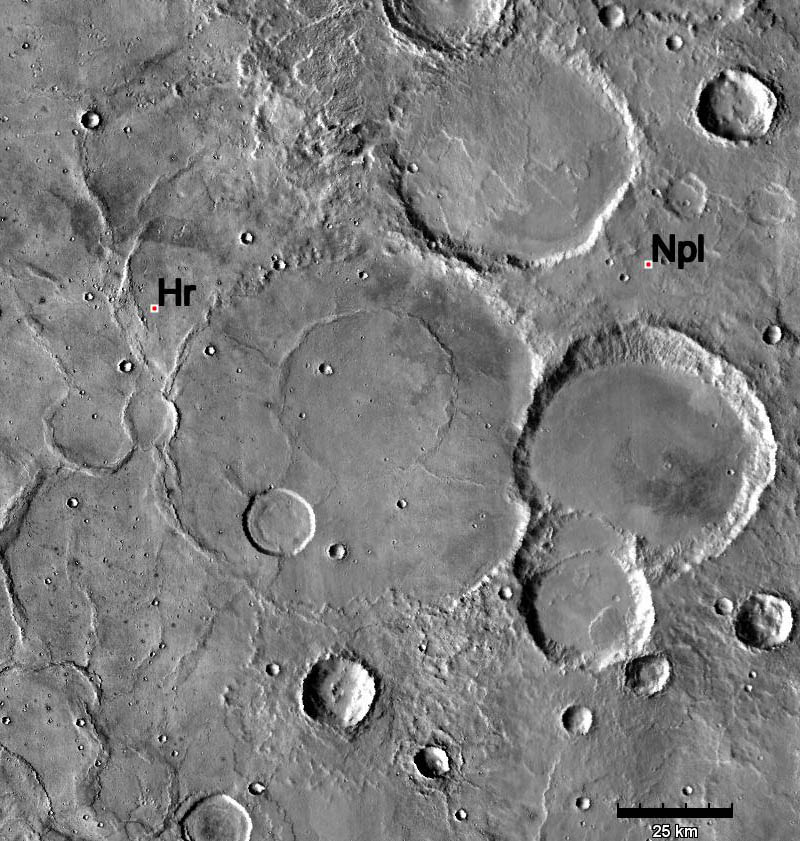
Контакт нойської та гесперійської систем. Гесперійські кряжисті рівнини частково покривають собою нойські плато з багатьма кратерами. Зображення, складене з ІЧ-знімків камери Thermal Emission Imaging System на супутнику «Марс Одіссей», зроблене за зразком фото апарата «Вікінг»

В основі датування — утворення басейна Еллада, плато Тарсис й долин Марінера 3,8—4,1 млрд років тому. Про те, що відбувалося до цього, відомо дуже мало, крім ймовірного існування магнітного поля та численних зіткнень з космічними тілами, в тому числі й того, що викликало глобальну дихотомію. Протягом нойського періоду відбувалося інтенсивне утворення як великих, так і малих кратерів, формування долин та ерозія, темп якої, хоча й був набагато вищим, ніж протягом наступних періодів, був набагато нижчим у порівнянні з подібними процесами на Землі. Кліматичні умови принаймні епізодично сприяли існуванню рік та інших водойм, а також вивітрюванню, яке призводило до утворення філосилікатів. Відбувалося відкладання сульфатів. Оскільки неможливо уявити собі процес, внаслідок якого з поверхні стиралися б лише великі кратери, очевидно, що закінчення цього періоду — момент, коли були стерті всі кратери і поверхня вирівняна.